# Jasa
Jasa (Chasa en aragonés) es un municipio y localidad española de la provincia de Huesca, en la comunidad autónoma de Aragón. El término municipal, ubicado en la  comarca de la Jacetania, tiene una población de 94 habitantes (INE 2024).

## Geografía
Cubre una superficie de 8,9 km². Situado en el valle de Aragüés a una altitud de 944 m, al norte de la provincia. Junto con Ansó, Aragüés del Puerto y Valle de Hecho forma parte de la Mancomunidad de Los Valles. Su población era de 111 habitantes en 2014. Parte de su término municipal está ocupado por el parque natural de los Valles Occidentales.

## Historia
El valle del río Osia debió de ser poblado desde tiempos prehistóricos como atestiguan diversos restos identificados en el valle como el dolmen de Lizara.
En el Diccionario Histórico-Geográfico de la Diócesis de Jaca (Dámaso Sangorrín Diest, 1917) se hace referencia a un registro del Archivo de Aragón de 1227 en el que se menciona que es del rey Pedro II el Honor de Suesa, que se compone de los lugares de "Jassa, Arahues, Bosa y Aysa".
Destaca en su historia reciente la figura de Joaquín Gil Berges, ministro de los gobiernos de la Primera República Española: de Gracia y Justicia durante el de Francisco Pi y Margall y ministro de Fomento con Emilio Castelar.
A mediados del siglo XIX, el lugar tenía contabilizada una población de 80 habitantes. Aparece descrito en el noveno volumen del Diccionario geográfico-estadístico-histórico de España y sus posesiones de Ultramar de Pascual Madoz de la siguiente manera:

JASA: l. con ayunt. en la prov. de Huesca (14 leg.) part. jud. y dióc. de Jaca (4), aud. terr. y c. g. de Aragon (Zaragoza 22), este pueblo forma parte del valle de Aragües: está sit. al pie del Pirineo en un llano, á la márg. izq. del r. Oria; donde le combaten con frecuencia los vientos del N. y S., y su clima sano, aunque muy frio, es propenso á pulmonías causadas por las variaciones repentinas de la atmósfera. Forman la pobl. 64 casas por lo comun de un solo piso, distribuidas en varias calles regulares medianamente empedradas, y tres plazas sin soportales, en una de las cuales se halla la casa municipal existiendo la cárcel en la capital del valle; hay una escuela de primeras letras frecnuentada por 40 niños; el maestro percibe la dotacion de 8 cahices de trigo y 300 rs. vn. anuales; tiene igl. parr. (Ntra. Sra. de la Asuncion) servida por un cura párroco y un sacristan; el curato es de segundo ascenso y se provee por S.M. o el dióc, previa la oposicion en concurso general: contiguo á la igl. se halla el cementerio bastante capaz y ventilado, y fuera de la pobl., encontrándose á la inmediacion de esta una fuente de agua mineral sulfúrea, que produce los mejores resultados en todas las afecciones cutáneas, y sirviéndose los vec. para sus usos domésticos de las de varias otras, esparcidas por el term.: este tiene los confines comunes con la cap. del valle Aragües del Puerto (V.), en cuya descripcion encontrarán nuestros lectores la calidad y circunstancias del terreno, y la parte de caminos. prod.: trigo y demas cereales, algunas legumbres y buenos pastos; hay cria de ganado lanar, cabrío y vacuno; caza de conejos y liebres, y pesca de truchas: tambien se encuentran animales dañinos como lobos, osos, jabalies y raposas. pobl.: 13 vec., 80 alm. contr.: 4,145 rs. El presupuesto municipal ordinario asciende á 2,000 rs. que se cubren parte con los arbitrios municipales y el resto por reparto vecinal.
(Madoz, 1847, p. 597)

## Demografía
Jasa cuenta con una población de 94 habitantes (INE 2024).
| Gráfica de evolución demográfica de Jasa entre 1842 y 2021                                                          |
| |
| Población de derecho según los censos de población del INE Población de hecho según los censos de población del INE |

## Economía
La actividad económica principal es la ganadería bovina, aunque también son significativas las actividades relacionadas con el turismo, la construcción y los trabajos relativos a la explotación y el mantenimiento de los recursos forestales.

## Administración y política
| Período   | Alcalde                             | Partido       | Partido |
| --------- | ----------------------------------- | ------------- | ------- |
| 1979-1983 | José María Cebrián Otín             | UCD           |         |
| 1983-1987 | Antonio Borau Borau                 | AP-PDP-UL     |         |
| 1987-1991 | José María Cebrián Otín             | Independiente |         |
| 1991-1995 | José María Cebrián Otín             | PSOE          |         |
| 1995-1999 | Enrique Gil Laplaza                 | PAR           |         |
| 1999-2003 | Manuel Sánchez Iglesias (1999-2000) | PP            |         |
| 1999-2003 | Enrique Gil Laplaza (2000-2003)     | PAR           |         |
| 2003-2007 | José María Miranda Val              | PSOE          |         |
| 2007-2011 | José María Miranda Val              | PSOE          |         |
| 2011-2015 | Consuelo Usieto Alegría             | PP            |         |
| 2015-2019 | José María Miranda Val              | PSOE          |         |
| 2019-2023 | José María Miranda Val              | PSOE          |         |
| 2023-2027 | José María Miranda Val              | PSOE          |         |

| Partido político    | Partido político                                    | 1979   | 1983   | 1987   | 1991   | 1995   | 1999   | 2003   | 2007   | 2011   | 2015   | 2019   | 2023   |
| Partido político    | Partido político                                    | Ediles | Ediles | Ediles | Ediles | Ediles | Ediles | Ediles | Ediles | Ediles | Ediles | Ediles | Ediles |
|                     | Partido de los Socialistas de Aragón (PSOE-Aragón)  | 2      | —      | —      | 3      | 1      | —      | 3      | 4      | 2      | 3      | 3      | 5      |
|                     | Partido Aragonés (PAR)                              | —      | —      | —      | 2      | 3      | 2      | —      | —      | —      | 2      | —      | —      |
|                     | Partido Popular de Aragón (PP)-Alianza Popular (AP) | —      | 5      | —      | —      | 1      | 3      | 2      | 1      | 3      | —      | —      | —      |
|                     | Iniciativa Aragonesa (INAR)                         | —      | —      | —      | —      | —      | —      | 0      | —      | —      | —      | —      | —      |
|                     | Unión de Centro Democrático (UCD)                   | 3      | —      | —      | —      | —      | —      | —      | —      | —      | —      | —      | —      |
| Total de concejales | Total de concejales                                 | 5      | 5      | 5      | 5      | 5      | 5      | 5      | 5      | 5      | 5      | 3      | 5      |

## Cultura

### Patrimonio
- Iglesia parroquial de Nuestra Señora de la Asunción,[5] data del siglo XVI, de estilo gótico.
- Museo Etnológico en la Ermita de San Pedro.
- Casa Moní, sede de una colección de objetos y fotografías antiguas a modo de museo etnológico particular.
- Ejemplos de arquitectura civil tradicional del Pirineo.
- Las fiestas mayores se celebran para la Virgen de la Asunción, el 15 de agosto y las pequeñas para San Sebastián, el 20 de enero.
- Danza del Palotiau.
- Se conserva de forma muy precaria la lengua aragonesa entre los más mayores, siendo un modelo de aragonés muy parecido al cheso, pero más castellanizado.

### Fiestas
- 15 de agosto, fiestas patronales en honor de La Virgen de la Asunción.
- Cada seis años se celebra en la localidad el PIR, festival de música y cultura pirenaica que organizan las poblaciones de Hecho, Ansó y Aragüés del Puerto, junto con la propia Jasa, y que van alternándose en su celebración anualmente.

### Leyendas
En su entorno más cercano destaca la fuente de la Zamputia. Restaurada y habilitada para su visita. Cuenta con una bonita leyenda a sus espaldas en la que la Mora del Bisaurín huyó perseguida por un señor de la zona, se sentó sobre una piedra y comenzó a manar agua hasta que la cubrió por completo.[cita requerida]